# Agrimonia coreana
Agrimonia coreana — вид рослин з роду парило (Agrimonia).

## Поширення та середовище існування
Вид є ендемічним для Японії, Корейського півострова, Росії (Приморський край) та Китаю (провінції: Цзілінь, Ляонін, Шаньдун, Чжецзян). Зростає на узліссях та в заростях на гірських схилах, на висоті від 500 до 800 метрів над рівнем моря. Рослина віддає перевагу помірному клімату та цвіте на добре дренованих ґрунтах, багатих на органічні речовини.

## Опис
Трав'яниста рослина заввишки від 70 до 100 см. Кореневище горизонтальне, дерев'янисте, з багатьма бічними коренями. Стебла волосисті та опушені. Прилистки широкояйцеподібні, край грубо городчастий або лопатевий. Черешок рідко волосистий та опушений. Листкова пластинка перервана, непарнопериста, з 3 або 4 парами листочків, а на верхньому листку з 1 або 2 парами. Листочки сидячі, ромбо-еліптичні або оберненояйцеподібно-еліптичні, від 2 до 6 см завдовжки та від 1,5 до 3 см завширшки, зверху притиснуто волосисті або голі, основа клиноподібна або широколистяна, край грубо городчастий, верхівка тупа або гостра. Суцвіття досить пухке, стержень тонкий, опушений та волосистий. Між квітками суцвіття є інтервали в  1,5–4 см. Квіти 7–9 мм у діаметрі. Квітконіжка розміром 1–3 мм. Чашолистки трикутно-яйцеподібні. Пелюстки жовті, оберненояйцеподібно-довгасті. Тичинок від 17 до 24. Рильце головчасте. Кількість хромосом 2n = 28.

## Ріст й розмноження
Вид розмножується переважно насінням, яке розноситься вітром або тваринами завдяки своїй щетинистій структурі. Період цвітіння рослини триває з червня по серпень. Також вид може розмножуватися вегетативно через кореневище, що дозволяє йому ефективно колонізувати нові ділянки.

## Екологія
Ця рослина відіграє вирішальну роль у  екосистемі. Вона служить джерелом їжі для запилювачів, таких як бджоли та метелики. Крім того, її листя забезпечує середовище існування та живлення для різних травоїдних комах. Глибоке коріння рослини допомагає стабілізувати ґрунт, зменшуючи ерозію у вразливих районах.

## Використання
Agrimonia coreana використовується у траволікуванні, оскільки вона має кілька корисних властивостей, що пояснюються її багатим фітохімічним профілем. Її використовували для лікування різних захворювань, включаючи проблеми з травленням та деякі захворювання шкіри. Крім того, рослина цінується за свій потенціал покращувати якість ґрунту, що робить її чудовим вибором для ландшафтного дизайну.